# آلومینیوم هیدرید سدیم
آلومینیوم هیدرید سدیم (به انگلیسی: Sodium aluminium hydride) یا آلانات سدیم، یک ترکیب شیمیایی است.
شکل ظاهری این ترکیب، جامد بلوری سفید است.

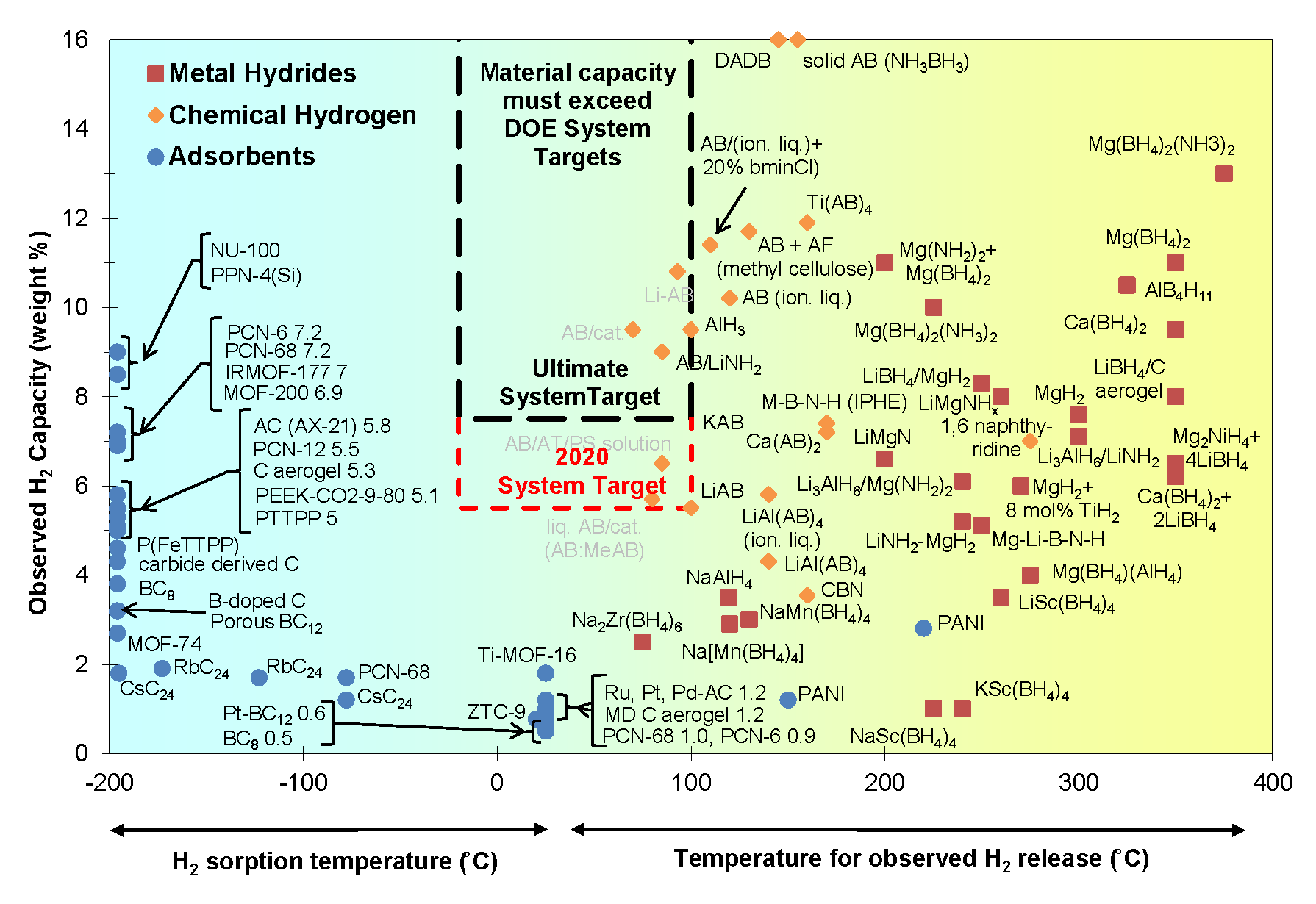

## هیدرید های کمپلکس
در هیدرید های کمپلکی اتم هیدروژن یا به صورت یونی و یا به صورت کووالانسی به درون حجم ماده ی ذخیره سازی پیوند میخورد . سپس از طریق تجزیه ماده ی میزبان به دو یا چند جز اتم هیدروژن آزاد میشود. این مواد به طور کلی از فلزات قلیایی یا قلیایی خاکی و هیدرید های آنیونی مانند [ALH4], [NH2] , [BH4] به وجود آمده اند . هیدرید های کمپلکس سال ها پیش برای اولین بار سنتز شدند و قابلیت آنها بعنوان مواد ذخیره ساز هیدروژن آشکار گردید . این امر خصوصا در مورد سدیم آلانات NaALH4 بعلت قابلیت افزایش کاتالیزوری فرآیند هیدروژن دهی و هیدروژن زدایی اتفاق افتاد که در ادامه به آن پرداخته میشود
سدیم آلومینیوم هیدرید یا سدیم آلانات یک ترکیب شیمیایی با فرمول NaALH4 می باشد . اتم های این ماده از اتم های سدیمی تشکیل شده که توسط چهار وجهی های ALH4 احاطه شدند این ماده یک جامد پیروفوریک اسید است که در تترا هیدرو فوران  حل شده اما در در دی اتیل اتر و هیدروکربن ها حل نمی‌شود..این ماده برای ذخیره سازی هیدروژناستفاده میشود که در طی فرایند هیدروژن زدایی این فاز به فاز میانی Na3ALH6 تبدیل شده و در اثر آن هیدروژن بصورت گاز آزاد میگردد.

## سنتز آلانات سدیم
Na + Al + 2 H2 → NaAlH4
برای سنتز آلانات سدیم روش مرسوم استفاده از پودر NAH با خلوص 95 درصد و اندازه دانه 74 میکرون و و پودر AL با خلوص 99 درصد و اندازه دانه 74-154 میکرون می باشد . افزودنی هایی از قبیل TiF3 
TiC
TiH2
T TNT 
استفاده شده که مواد را با نسبت وزنی مشخص در آسیاب گلوله ای ریخته و برای 0 تا 50 ساعت با سرعت 450 دور بر دقیقه در دمای محیط قرار می دهیم.
پس از اتمام کار تست هایی از قبیل TG- DSC - XRD میتواند در بدست آمدن اطلاعات سنتز موثر باشند

## ذخیره سازی هیدروژن
واکنش برای آزاد کردن گاز بصورت زیر است

(1)  3NaAlH4 → Na3AlH6+ 2 Al + 3 H2
(2)  Na3AlH6 → 3 NaH + Al + 3/2 H2
هیدرید های فلزی پیچیده با فرمول عمومی ABH4 که A=Alkali metal  و B  عناصر گروه سوم مانند AL-B -Ga  می باشند بررسی های دقیق تر با استفاده از تجزیه و تحلیل توسط TGA-DSC-XRD  نشان میدهد که هیدروژن طی چند مرحله آزاد میشود .
واکنش (1) در دمایی حدوداً بین 210 تا 220 درجه سانتی گراد اتفاق می افتد و واکنش (2) در دمایی حدود 250 درجه سانتی گراد رخ می دهد و مقادیر فشار در دو واکنش بالا به ترتیب 15.4 و 2.1 می باشد .
برگشت ناپذیری این واکنش , ناپایداری هیدرید و سینتیک کند واجذب به این معنا است که این ماده بعنوان یک ماده ذخیره ساز امیدوار کننده به حساب نمی‌آید و در اواسط دهه1990 هنگامی که بوگدانوویچ و همکارانش اثر قابل توجهی از افزودنی TiCL3 مشاهده کردند شکافی در این حوزه به وجود آمد . پس از این کار مقدماتی , بسیاری دیگر از آلایشگر های مؤثر از قبیل ScCL3 - CeCL3 معرفی شد .